# Cerkiew św. Serafina w Sieradzu
Cerkiew św. Serafina – nieistniejąca obecnie cerkiew prawosławna w Sieradzu. Została wybudowana w latach 1910–1912 według projektu architekta powiatowego Pinajewa. 
Prace budowlane prowadziła warszawska firma Kartensa Mawriki. Cerkiew była budowlą w stylu bizantyjskim, na planie krzyża greckiego, nakryta kopułą. Nad wejściem znajdowała się dzwonnica z pięcioma dzwonami. Teren świątyni otoczony był lekkim ażurowym ogrodzeniem. Została ona konsekrowana 21 stycznia 1912. Identyczna architektonicznie cerkiew istniała w tym samym okresie w Łęczycy. 
W 1919 cerkiew została przejęta przez władze miasta, które usunęły z jej wnętrza całe wyposażenie. W 1921 budynek przekazano do użytkowania Towarzystwu Gimnastycznemu Sokół. Na przełomie lat 1927–1928 podjęto decyzję o wyburzeniu cerkwi. Materiał budowlany z niej pochodzący wykorzystano do budowy szkoły dla dzieci żydowskich i remontu sali teatralnej.